# Onthophagus blanchardi
Onthophagus blanchardi là một loài bọ cánh cứng trong họ Bọ hung (Scarabaeidae).